# Unterseeboot 653
L'Unterseeboot 653 ou U-653 est un sous-marin allemand (U-Boot) de type VIIC utilisé par la Kriegsmarine pendant la Seconde Guerre mondiale.
Le sous-marin fut commandé le 9 octobre 1939 à Hambourg (Howaldtswerke Hamburg AG), sa quille fut posée le 9 avril 1940, il fut lancé le 22 mars 1941 et mis en service le 25 mai 1941, sous le commandement Kapitänleutnant Gerhard Feiler.
Il fut coulé en mars 1944 dans l'Atlantique Nord par l'aviation et la marine britannique.

## Conception
Unterseeboot type VII, l'U-653 avait un déplacement de 769 tonnes en surface et 871 tonnes en plongée. Il avait une longueur totale de 67,10 m, un maître-bau de 6,20 m, une hauteur de 9,60 m et un tirant d'eau de 4,74 m. Le sous-marin était propulsé par deux hélices de 1,23 m, deux moteurs diesel Germaniawerft M6V 40/46 de 6 cylindres en ligne de 1 400 cv à 470 tr/min, produisant un total de 2 060 à 2 350 kW en surface et de deux moteurs électriques Siemens-Schuckert GU 343/38-8 de 375 cv à 295 tr/min, produisant un total 550 kW, en plongée. Le sous-marin avait une vitesse en surface de 17,7 nœuds (32,8 km/h) et une vitesse de 7,6 nœuds (14,1 km/h) en plongée. Immergé, il avait un rayon d'action de 80 milles marins (150 km) à 4 nœuds (7,4 km/h; 4,6 milles par heure) et pouvait atteindre une profondeur de 230 m. En surface son rayon d'action était de 8 500 milles nautiques (soit 15 700 km) à 10 nœuds (19 km/h).
L'U-653 était équipé de cinq tubes lance-torpilles de 53,3 cm (quatre montés à l'avant et un à l'arrière) qui contenait quatorze torpilles. Il était équipé d'un canon de 8,8 cm SK C/35 (220 coups) et d'un canon antiaérien de 20 mm Flak. Il pouvait transporter 26 mines TMA ou 39 mines TMB. Son équipage comprenait 4 officiers et 40 à 56 sous-mariniers.

## Historique
Il reçut sa formation de base au sein de la 1. Unterseebootsflottille jusqu'au 1er décembre 1941 puis il intégra sa formation de combat dans cette même flottille.
Le 13 décembre 1941, l'U-653 quitte Kiel et opère dans l'Atlantique Nord. Depuis la mi-novembre 1941, l'accent a été mis sur l'envoi de U-Boote dans la zone de Gibraltar et en Méditerranée. Les britanniques réalisent rapidement que de nombreux U-Boote ont été retirés de l'Atlantique, ils augmentent donc les forces anti-sous-marines dans la zone de Gibraltar. Ce qui rend le passage du détroit plus dangereux. Pour contrer ce mouvement le Befehlshaber der U-Boote a décidé d'essayer d'effectuer un faux trafic radio à grande échelle. C'est l'U-653 qui est désigné pour cette opération. Il semble être le seul U-Boot à avoir été utilisé pour ce travail. Il émet donc de nombreux signaux radio en Atlantique Nord, pour donner l'impression que de nombreux U-Boote ci trouvent. Cependant, les britanniques ne tombent pas dans le panneau, grâce au travail de Bletchley Park qui réussit à décoder les messages d'Enigma. Le 22 décembre 1941, le sous-marin perd un officier et quatre hommes d'équipage qui passent par-dessus bord lors d'une forte mer. Il rentre à la base de Brest le 13 janvier 1942.
À la mi-Janvier 1942, Hitler a ordonné que six U-Boote doivent être positionnés dans une zone située entre l'ouest des Hébrides et les îles Féroé. L'U-653 en fait partie jusqu'à mi-février 1942. Il prend alors la direction de l'Atlantique Ouest. Il arrive au large de la Nouvelle-Écosse, puis il fait route vers le Sud. Le 28 janvier 1942, il torpille et envoie par le fond un cargo à moteur norvégien au nord-ouest des Bermudes. Il patrouille ensuite dans les eaux US, sans aucun succès.
En mai 1942, l'U-653 patrouille le long des côtes Est des États-Unis. Le 17 mai 1942, il coule un cargo à moteur britannique à 400 nautiques au sud-est de l'île Nantucket. Une semaine après le naufrage du Peisander, cinq de ses canots de sauvetage sont retrouvés près de l'île de Nantucket.
Le 21 mai, il rejoint sept autres U-Boote pour former le groupe Pfadfinder à 400 nautiques à l'est de New York. Très peu de navires sont aperçus près de la côte et l'objectif primordial du groupe est d'étudier les passages des navires entre les ports de la côte Est des États-Unis et les ports de l'Amérique Centrale et de l'Amérique du Sud. Le groupe est dissous quelques jours après et l'U-653 fait route vers New York. Il n'y rencontre aucun succès. Le 7 juin 1942, il attaque sans succès deux bâtiments au nord des Bermudes. Il procède à une deuxième attaque trois jours plus tard. Cette fois il torpille et coule un dragueur de mines américain converti en bâtiment de servitude pour le Navy's Catalina Sq 74 et le yacht britannique armé anti-sous-marins Sumar. L'U-653 fait mouvement de nouveau vers le nord vers une zone située à 300 nautiques à l'est de New York. Après la mi-juin 1942, il est ravitaillé par l'U-459 près des Açores.

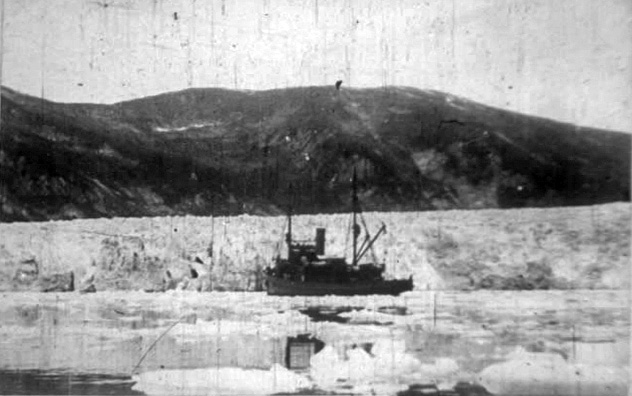
L'USS Gannet en 1935. Il sera torpillé par lU-653 en juin 1942.

Le 5 août 1942 à 16 h 0, le Großadmiral Erich Raeder rend visite à la 1. Unterseebootsflottille. L''U-653 quitte à cette heure Brest pour sa quatrième patrouille escorté par un Sperrbrecher et trois dragueurs de mines. L'U-653 est l'un des sept U-Boote formant le groupe Blücher destinés à la zone de Freetown. Le groupe est formé à partir du 13 août au sud-est des Açores. Toutefois le lendemain, avant que tous les U-Boots n'arrivent pour former le groupe, le convoi Sierra Leone 118 (SL 118) est sur zone. Le 16 août, l'U-653 signale le convoi et appelle les autres U-Boote du groupe. L'escorte du convoi empêche toutes attaques le 17 août, lorsque l'U-566 torpille et coule un navire norvégien à l'est des Açores. Quand l'opération prend fin le 20 août, le convoi a perdu quatre bâtiments et en a un endommagé.
Le 18 août 1942, l'U-653 est fortement endommagé par le Liberator 'F' du S/Ldr Terence M. Bulloch du No. 120 Squadron RAF (en). Six charges de profondeur, deux bombes sont lancées et l'U-653 est mitraillé. Mais après dix minutes de combat, il réussit à plonger et à s'échapper. Le Matrosengefreiter Willi PRÖHL est tué pendant cette action. Avant de rentrer à sa base l'U-653 donne son excédent de gazole à l'U-406 et à l'U-566. L'U-653 est en réparation pendant deux mois.
Le 8 novembre 1942, les U-Boote du groupe Natter ayant suffisamment de gazole (dont l'U-653) reçoivent l'ordre de rallier à grande vitesse Gibraltar à cause des débarquements alliés en Afrique du Nord. L'U-653 opère à l'ouest de Gibraltar avec le groupe Westwall qui a peu de succès malgré les énormes risques que prennent les U-Boote du groupe, particulièrement à cause des appareils basés à Gibraltar. Le 26 novembre, il est décidé que dès le lendemain le groupe fera route vers l'ouest des Açores pour attendre les convois UGS (USA-Gibraltar Slow), au-delà du rayon d'actions des avions basés à terre. Le ou vers le 28 novembre, l'U-653 est ravitaillé par l'U-118, au sud-est des Açores. Le 6 décembre, le groupe Westwall fait mouvement vers l'ouest jusqu'à 40° de longitude. Après six jours de patrouille où aucun convoi n'est aperçu, le groupe se déplace vers l'est, vers l'Espagne et le Portugal. Le 16 décembre, le groupe est dissous. Chaque U-Boote effectue des recherches à l'ouest du Portugal entre le 19 et 23 décembre, mais sans trouver de convois. Par la suite les U-Boote rejoignent leurs bases, ce qui est le cas de l'U-653 qui atteint la base le 29 décembre.
Le 20 février 1943 en fin de matinée, l'U-604 signale le convoi ON 166, mais attend les U-Boots du groupe Ritter et Knappen. Le convoi est poursuivi sur 1100 nautiques. Lorsque l'opération contre le convoi prend fin à cause d'une mauvaise visibilité, à l'est de Terre-Neuve, le 25 février, l'ON 166 a perdu quatorze navires et en a un d'endommagé. La veille, l'U-653 a torpillé et a endommagé un cargo à moteur hollandais du convoi. Dans la même attaque, une torpille lancée par l'U-653 explose près d'un navire britannique.
Le 12 mars 1943, l'U-653 coule un bâtiment américain abandonné dans le centre de l'Atlantique Nord. Ce navire faisait partie du convoi ON 169. Il a été endommagé par une tempête et son équipage l'a abandonné le 7 mars 1943. Ils ont été recueillis par la corvette HMS Pimpernel (K71) (fi). Quatre jours plus tard, l'U-653 signale qu'il a repéré un convoi vers l'est. Il pense que c'est le SC 122, mais en fait c'est le Halifax 229 (HX 229). L'U-653 est rapidement chassé par l'escorte, il n'a donc pas pris part à ce qui est devenu la plus grande action contre des convois de la Seconde Guerre mondiale.
Fin juin 1943, l'U-653 est ravitaillé par l'U-488, à l'ouest des Açores. Il patrouille ensuite au large de la Guyane, mais n'y rencontre aucun succès. Le 2 août 1943, l'U-653 est attaqué par un B-24, mais il peut s'échapper. Le commandant Feiler et d'autres hommes de l'équipage contractent la Maladie tropicale. Ils reçoivent l'ordre de rentrer à leur base, le 4 août 1943. Mais sur la route du retour l'U-653 se retrouve à court de gazole, le ravitaillement à l'ouest des Açores est très compromis. L'U-489 et l'U-117 ont été coulés; les 4 et 7 août et l'U-525, lui est envoyé par le fond le 11 août. L'U-129 et l'U-847 reçoivent l'ordre de ravitailler les U-Boots en opérations. Entre le 23 et le 27 août 1943, ils ravitaillent six U-Boote, dont l'U-653, au sud-ouest des Açores. L'U-847 est coulé le 27 août 1943. L'U-653 rentre à la base le 11 septembre 1943 après 94 jours en mer, ce qui fut la plus longue patrouille de sa carrière.
Fin 1943 début 1944, l'U-653 fait partie des nombreux U-Boote en attente en plongée à l'ouest des îles britanniques. Les U-boote se rassemblent pour former six petits groupes. Ces petits sous-groupes sont constamment en mouvement, changent de position, changent de formations, avec pour objectif de tromper les Alliés sur la zone où ils se trouvent. Lorsque trois convois sont signalés, l'UC 8 le 23 décembre, le TU 5 le 26 décembre et le CU 9 le 30 décembre, les groupes sont trop petits pour monter une attaque individuellement. L'U-653 lance une attaque contre une corvette de l'escorte du convoi CU 9, sans succès. Le 5 janvier 1944, les groupes Rugen sont dispersés et chaque U-Boote patrouille de son côté. L'U-653 est sur la route du retour lorsque ces dispositions sont prises.
Le 2 mars 1944, le navire quitte Brest pour la dernière fois de sa carrière. Il rejoint le groupe Preussen disposé à l'ouest des îles britanniques à la recherche de convois.
Le 15 mars 1944, l'U-653 est repéré en surface par le Swordfish 'A' du Sqn 825 (FAA) provenant du porte-avions d'escorte HMS Vindex. Ce dernier fait partie du 2nd SG avec les sloops HMS Starling et HMS Wild Goose qui arrivent sur les lieux. L'U-653 se trouve à 10 nautiques et plonge lorsqu'il aperçoit l'avion. Il est localisé par le Wild Goose, mais il est coulé par des charges de profondeur du Starling, au sud-ouest de Rockall à la position 53° 46′ N, 24° 35′ O.
Les 51 membres d'équipage décédèrent dans cette attaque.

## Affectations
- 1. Unterseebootsflottille du 25 mai 1941 au 1er décembre 1941 (Période de formation).
- 1. Unterseebootsflottille du 1er décembre 1941 au 15 mars 1944 (Unité combattante).

## Commandement
- Kapitänleutnant Gerhard Feiler du 25 mai 1941 au 30 septembre 1943 (Croix allemande).
- Oberleutnant zur See Hans-Albrecht Kandler du 1er octobre 1943 au 15 mars 1944.

## Patrouilles
|       | Commandant                  | Départ           | Départ     | Arrivée           | Arrivée    | Jours     | Succès   |
| ----- | --------------------------- | ---------------- | ---------- | ----------------- | ---------- | --------- | -------- |
| 1     | Kptlt. Gerhard Feiler       | 13 décembre 1941 | Kiel       | 13 janvier 1942   | Brest      | 32 jours  |          |
| 2     | Kptlt. Gerhard Feiler       | 31 janvier 1942  | Brest      | 30 mars 1942      | Brest      | 59 jours  | 1 582    |
| 3     | Kptlt. Gerhard Feiler       | 25 avril 1942    | Brest      | 6 juillet 1942    | Brest      | 73 jours  | 7 065    |
| 4     | Kptlt. Gerhard Feiler       | 5 août 1942      | Brest      | 31 août 1942      | Brest      | 27 jours  |          |
| 5     | Kptlt. Gerhard Feiler       | 27 octobre 1942  | Brest      | 29 décembre 1942  | Brest      | 64 jours  |          |
| 6     | Kptlt. Gerhard Feiler       | 28 janvier 1943  | Brest      | 31 mars 1943      | La Pallice | 63 jours  | 16 558   |
| 7     | Kptlt. Gerhard Feiler       | 10 juin 1943     | La Pallice | 11 septembre 1943 | Brest      | 94 jours  |          |
|       | Oblt. Hans-Albrecht Kandler | 15 novembre 1943 | Brest      | 16 novembre 1943  | Brest      | 2 jours   |          |
| 8     | Oblt. Hans-Albrecht Kandler | 21 novembre 1943 | Brest      | 13 janvier 1944   | Brest      | 54 jours  |          |
| 9     | Oblt. Hans-Albrecht Kandler | 2 mars 1943      | Brest      | 15 mars 1944      | Coulé      | 14 jours  |          |
| Total | Total                       | Total            | Total      | Total             | Total      | 482 jours | 25 205 t |

Notes : Kptlt. = Kapitänleutnant - Oblt. = Oberleutnant zur See

### Opérations Wolfpack
L'U-653 opéra avec les Wolfpacks (meute de loups) durant sa carrière opérationnelle.
- Pfadfinder (21 mai 1942 – 27 mai 1942)
- Blücher (14 août 1942 – 18 août 1942)
- Natter (2 novembre 1942 – 8 novembre 1942)
- Westwall (8 novembre 1942 – 16 décembre 1942)
- Hartherz (3 février 1943 – 7 février 1943)
- Ritter (11 février 1943 – 26 février 1943)
- Burggraf (4 mars 1943 – 5 mars 1943)
- Raubgraf (7 mars 1943 – 15 mars 1943)
- Coronel (4 décembre 1943 – 8 décembre 1943)
- Coronel 1 (8 décembre 1943 – 14 décembre 1943)
- Coronel 2 (14 décembre 1943 – 17 décembre 1943)
- Föhr (18 décembre 1943 – 23 décembre 1943)
- Rügen 6 (23 décembre 1943 – 28 décembre 1943)
- Rügen 7 (28 décembre 1943 – 2 janvier 1944)
- Rügen 6 (2 janvier 1944 – 5 janvier 1944)
- Preussen (4 mars 1944 – 15 mars 1944)

## Navires coulés
L'U-653 coula 3 navires marchands totalisant 14 983 tonneaux, 1 navire de guerre de 840 tonneaux et endommagea 1 navire marchand de 9 382 tonneaux au cours des 9 patrouilles (482 jours en mer) qu'il effectua.
| Date            | Nom                     | Nationalité | Tonnage | Convoi | Fait      | Localisation         |
| --------------- | ----------------------- | ----------- | ------- | ------ | --------- | -------------------- |
| 28 février 1942 | Leif                    | Norvège     | 1 582   | -      | Coulé     | 34° 45′ N, 69° 20′ O |
| 17 mai 1942     | Peisander               | Royaume-Uni | 6 225   | -      | Coulé     | 37° 24′ N, 65° 38′ O |
| 7 juin 1942     | USS Gannet (AM-41) (en) | US Navy     | 840     | -      | Coulé     | 35° 50′ N, 65° 38′ O |
| 24 février 1943 | Madoera                 | Pays-Bas    | 9 382   | ON-166 | Endommagé | 46° 02′ N, 39° 20′ O |
| 12 mars 1943    | Thomas Hooker           | USA         | 7 176   | ON-168 | Coulé     | 53° 00′ N, 43° 00′ O |